# Klaas Samplonius
Klaas Samplonius (Zwolle, 17 september 1947 – 11 november 2022) was een Nederlands journalist en presentator.
Hij begon zijn journalistieke loopbaan in 1965 bij de Zwolse Courant. Daarna werkte hij voor het dagblad Trouw en het Algemeen Dagblad. Vanaf begin jaren '70 is Samplonius vooral werkzaam geweest voor de radio, aanvankelijk bij Radio Noordzee en later bij de AVRO, de NOS en de TROS.
Samplonius werd vooral bekend door zijn presentatie van het programma Met het Oog op Morgen (hij maakte deel uit van de allereerste redactie) en zijn presentatie van sportprogramma's als NOS Langs de Lijn en Radio Tour de France. Sinds 1985 had hij leidinggevende functies bij de TROS. In 1993 begon hij als presentator en eindredacteur bij het actualiteitenprogramma 2Vandaag. Van 2007 tot 2010 was hij directeur van RTV Drenthe. Hij werkte ook nog regelmatig mee aan radioprogramma's van de NTR. Bij zijn pensioen werd hij benoemd tot Ridder in de Orde van Oranje Nassau.